# 5208 Royer
5208 Royer este un asteroid din centura principală de asteroizi.

## Descriere
5208 Royer este un asteroid din centura principală de asteroizi. A fost descoperit pe 6 februarie 1989 la Observatorul Palomar de Eleanor Francis Helin. Asteroidul prezintă o orbită caracterizată de o semiaxă mare de 2,60 ua, o excentricitate de 0,05 și o înclinație de 15,9° în raport cu ecliptica.